# MTV Video Music Award за лучшее альтернативное видео
Лучшее музыкальное альтернативное видео (англ. Best Alternative Music Video) — одна из категорий премии MTV Video Music Awards, вручалась в период с 1991 по 1998 годы. Первоначально награда была известна как «Лучшее пост-модерн видео» и присуждалась под таким названием в 1989 и 1990 годах. Последняя награда в этой категории была вручена в 1998 году группе Green Day за песню «Good Riddance (Time of Your Life)». После упразднения категории, артисты, которых обычно выдвигали на соискание этой премии, стали номинировать в других жанровых категориях, в частности — «Лучшее рок-видео».
Лидером по количеству побед в этой категории является группа Nirvana, которая выигрывала награду три года подряд — в период с 1992 по 1994 годы. Также, наряду с группой Green Day, Nirvana имеет больше всех номинаций — три штуки.

## Список лауреатов
| Год  | Победитель                                      | Номинанты | Примечания |
| ---- | ----------------------------------------------- | --- | ---------- |
| 1991 | Jane's Addiction — «Been Caught Stealing»       | - Jesus Jones – «Right Here, Right Now» - R.E.M. – «Losing My Religion» - The Replacements – «When It Began»                  | [ 1 ]      |
| 1992 | Nirvana — «Smells Like Teen Spirit»             | - Pearl Jam – «Alive» - Red Hot Chili Peppers – «Give It Away» - The Soup Dragons – «Divine Thing»                            | [ 2 ]      |
| 1993 | Nirvana — «In Bloom»                            | - 4 Non Blondes – «What's Up?» - Belly – «Feed the Tree» - Porno for Pyros – «Pets» - Stone Temple Pilots – «Plush»           | [ 3 ]      |
| 1994 | Nirvana — «Heart-Shaped Box»                    | - Beck – «Loser» - Green Day – «Longview» - The Smashing Pumpkins – «Disarm»                                                  | [ 4 ]      |
| 1995 | Weezer — «Buddy Holly»                          | - The Cranberries – «Zombie» - Green Day – «Basket Case» - Hole – «Doll Parts» - Stone Temple Pilots – «Interstate Love Song» | [ 5 ]      |
| 1996 | The Smashing Pumpkins — «1979»                  | - Bush – «Glycerine» - Everclear – «Santa Monica» - Foo Fighters – «Big Me»                                                   | [ 6 ]      |
| 1997 | Sublime — «What I Got»                          | - Beck – «The New Pollution» - Blur – «Song 2» - Foo Fighters – «Monkey Wrench» - Nine Inch Nails – «The Perfect Drug»        | [ 7 ]      |
| 1998 | Green Day — «Good Riddance (Time of Your Life)» | - Ben Folds Five – «Brick» - Garbage – Push It - Radiohead – «Karma Police» - The Verve – «Bitter Sweet Symphony»             | [ 8 ]      |